# Raion de Jydatchiv
Le raïon de Jydatchiv (en ukrainien : Жидачівський район) est un raïon (district) dans l'oblast de Lviv en Ukraine.
Le chef-lieu est la ville de Jydatchiv.